# Zone Reality
Zone Reality TV (bivše ime: Reality TV) je europski program koji prikazuje događaje iz stvarnog života: prirodne katastrofe, akcije spašavanja, tragedije i nesreće. U "glavnim ulogama" su ljudi koji su sudjelovali u tim istim događajima.
Prati ga preko 120 milijuna gledatelja diljem Europe, Srednjeg Istoka, Afrike i Latinske Amerike.
U Hrvatskoj se emitira putem Iskon.TV-a, Total TV-a, i ostalih operatera, lokaliziran na hrvatski jezik.

## Vanjske poveznice
- Chellomedia  Arhivirana inačica izvorne stranice od 17. prosinca 2008. (Wayback Machine)
- Službena stranica  Arhivirana inačica izvorne stranice od 7. kolovoza 2008. (Wayback Machine)